# Jackson & Perkins
La Jackson & Perkins Company (J&P), entreprise américaine fondée en 1872 par Albert E. Jackson (1807-1895) et Charles H. Perkins (1840-1924), est une pépinière spécialisée dans l'obtention et la culture d'hybrides de roses depuis 1882. En 1984, la R.J. Reynolds Development Corporation devient propriétaire de la compagnie Jackson & Perkins qui est ensuite vendue à un fonds d'investissement. Cette dernière est déclarée en faillite le 4 mai 2010.

## Histoire

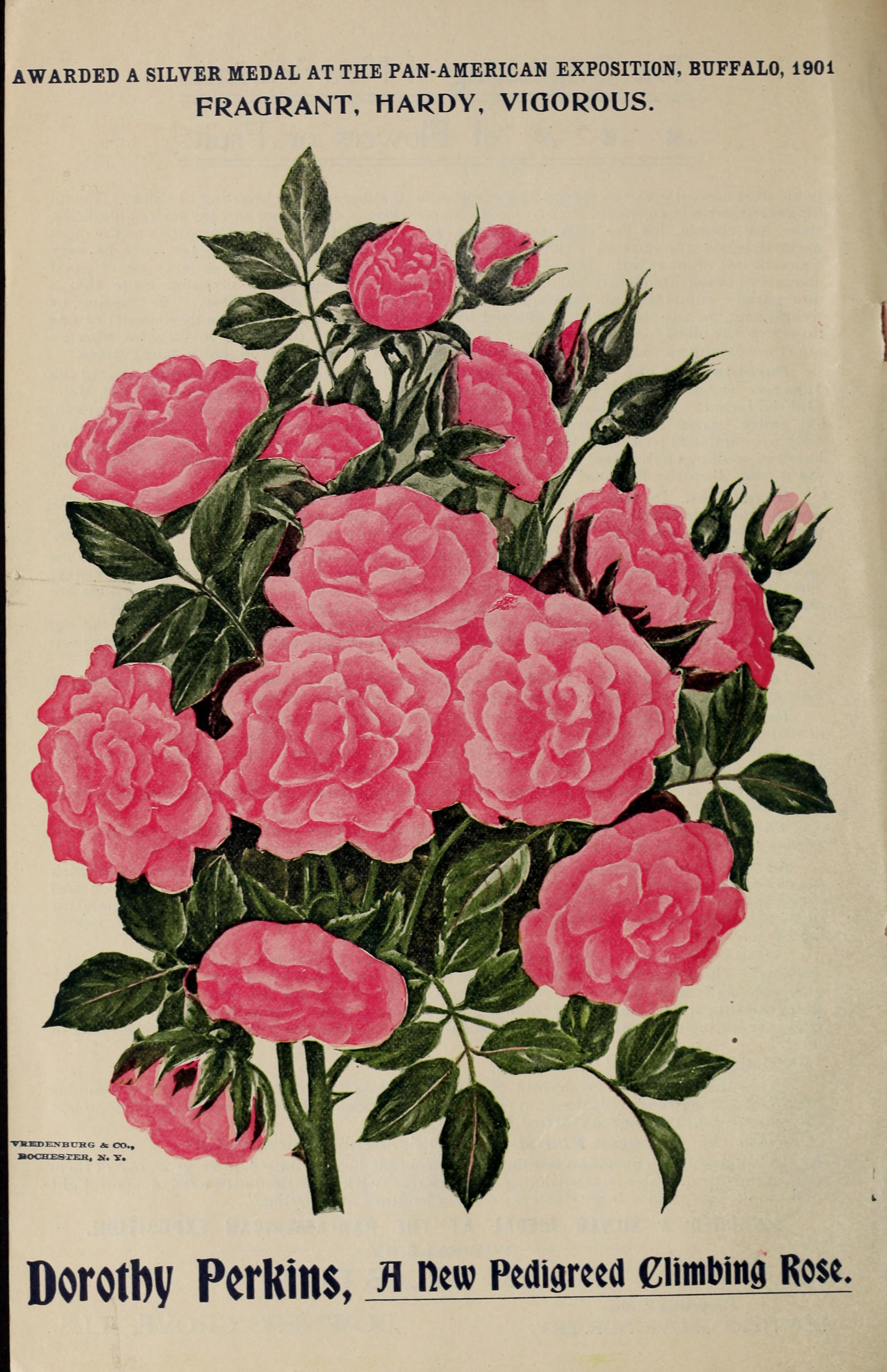
Illustration dans le Catalogue Austin du premier grand succès international de la maison J&P : 'Dorothy Perkins' (1901) obtenu par Miller.

### Débuts
Le nom de la compagnie provient des deux associés fondateurs, Charles Perkins (1840-1924) et son beau-père, Albert Jackson (1807-1895). La compagnie commence son activité en 1872 à Newark, commercialisant des fraises, framboises ou raisins, puis elle se transforme en pépinière d'arbres fruitiers et à partir de 1882 s'ouvre au domaine des roses. En 1896, elle prend comme contremaître Alvin Miller, spécialiste de l'hybridation, pour le négoce des roses. Il sort en 1901 sa première création, devenue fameuse, 'Dorothy Perkins', baptisée du nom de la nièce de Charles Perkins. En 1908, cette rose est distinguée par la Royal National Rose Society et elle est citée dans de nombreux ouvrages. 
La société familiale Jackson & Perkins est présidée à partir de 1928 par Charles (Charlie) Perkins, neveu du fondateur. Le Dr Jean-Henri Nicolas, spécialiste français de l'hybridation des roses connu internationalement, est engagé à cette époque, ce qui augmente le rayonnement de l'entreprise. La maison familiale de Newark, dite la Jackson-Perkins House, est inscrite au registre national des lieux historiques en 2006.
Après la mort du Dr Nicolas en 1937, Eugene (Gene) Boerner, lui succède, se spécialisant dans la catégorie floribunda. En 1939, Boerner augmente considérablement le fonds de boutures de Jackson & Perkins qu'il fait venir d'Europe.

### Foire mondiale de la rose
La New York World's Fair de 1939 permet à la compagnie Jackson & Perkins de se faire connaître au niveau national avec un stand de 930 m² et huit mille roses exposées. Sa rose floribunda 'World's Fair' est une star de l'exposition et gagne le premier concours des All-America Rose Selections. Les années suivantes 'Katherine Marshall', 'Vogue', 'Ma Perkins', 'Jiminy Cricket', 'White Bouquet', 'Gold Cup', et 'Ivory Fashion' gagnent des prix. Eugene Boerner remporte quatorze prix des All-America Rose Selections pour ses roses.

### Après la famille Perkins

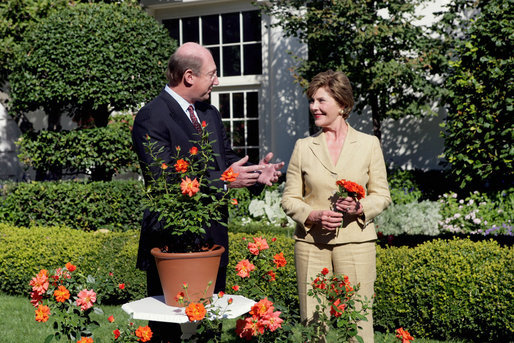
Bill Williams, PDG de la compagnie Harry & David, et la première dame Laura Bush à la roseraie de la Maison Blanche au baptême de la rose 'Laura Bush' de Jackson & Perkins en 2006.

Charlie Perkins meurt en 1963, suivi d'Eugene Boerner quatre ans plus tard. En 1966, la compagnie Jackson & Perkins est rachetée par la compagnie Harry & David Operations Corp., une des sociétés les plus importantes de vente par correspondance de fruits. La Bear Creek Corporation, et l'Organización paraguas, s'intègrent à Harry and David et à Jackson & Perkins en 1972. Jackson & Perkins donne l'accent sur la vente par correspondance, pendant que Bear Creek Gardens supervise un centre de jardinerie, le marché de masse et la vente de serres.
Harry & David transfère l'équipe d'hybridation de roses à Tustin en Californie et engage William Warriner pour poursuivre les travaux de Boerner. Il introduit trois hybrides de Boerner, qui gagnent les prix de l'AARS: 'Gay Princess' en 1967, 'Gene Boerner' en 1969 et 'First Prize' en 1970. Par la suite, il gagne dix-neuf prix de l'AARS. En tout ce sont 110 variétés qu'il crée.
En 1984, l'entreprise est vendue à la R.J. Reynolds Development Corporation. Le Dr Keith Zary succède à Bill Warriner comme directeur des recherches de J&P roses en 1985. Certaines de ses obtentions sont primées, dont 'Mardi Gras', prix de l'AARS 2008. 
La Bear Creek Corporation acquiert en 1987 les pépinières Armstrong, éternel rival de Jackson & Perkins. Diverses patentes comprennent 'Double Delight', 'Olympiad', 'Fire 'N' Ice' et 'Crystalline'. En 1986, la Bear Creek Corporation (qui inclut Jackson & Perkins) est acquise par la Shaklee Corporation, acquise à son tour par Yamanouchi Pharmaceutical Co. Ltd du Japon en 1989.
En 1997, Jackson & Perkins lance la vente des roses par Internet. Bear Creek Gardens devient Jackson & Perkins Wholesale. Plus de 300 000 plants sont cultivés et évalués au centre de recherche situé près de Somis en Californie. Jackson & Perkins wholesale (JPW) est fondé pour vendre aux jardineries locales et pour la grande distribution. 
Le 10 avril 2007, Harry and David Holdings vend la majeure partie de ses actifs de Jackson & Perkins à un groupe d'investissement, le Hachenberger investment group, possédant des intérêts dans la Park Seed Company. La banqueroute de Jackson & Perkins est déclarée le 4 mai 2010.

## A.E. Jackson & C.H. Perkins
rosiériste 1884-? Alvin Miller

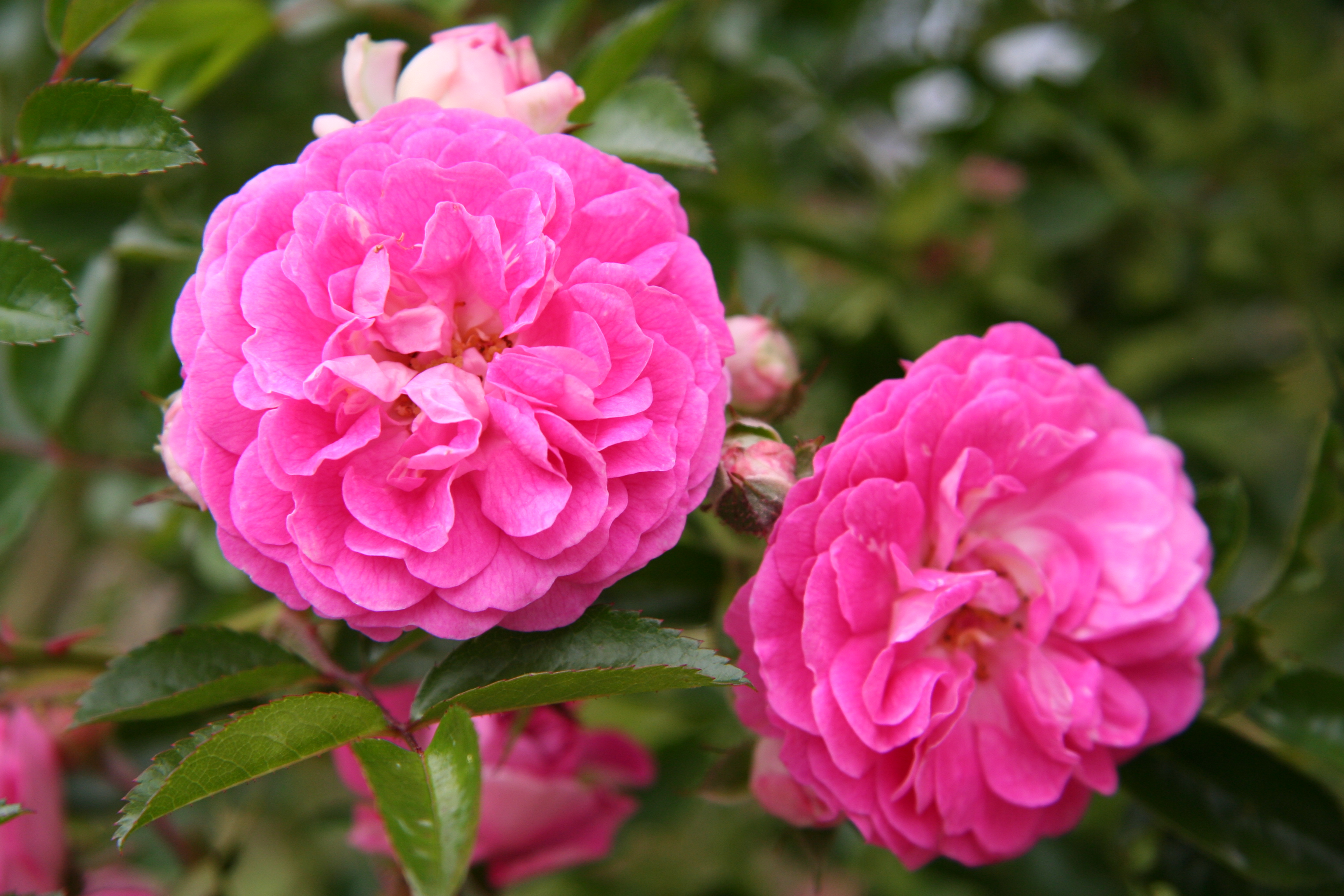
'Dorothy Perkins', 1901. Premier grand succès de Jackson & Perkins.

## Famille Perkins
1910-1928 George C. Perkins
1928-1963 Charles (Charlie) Perkins

rosiériste 1928-1937 Dr Jean-Henri Nicolas (parfois Nicholas) (1875-1937)

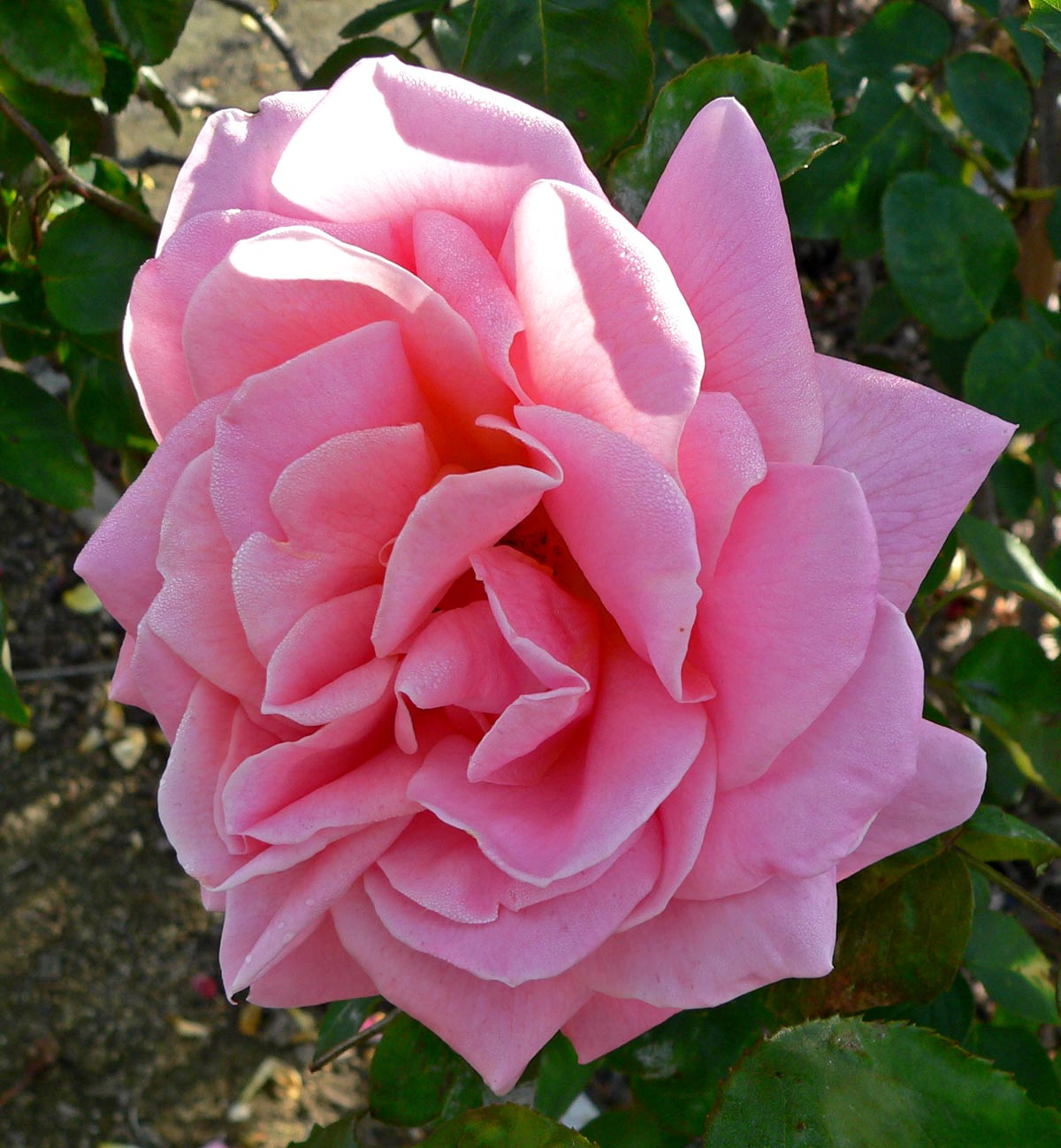
'Mary Margaret McBride', 1942.

rosiériste 1937-1966 Eugene (Gene) Boerner (1893-1966)

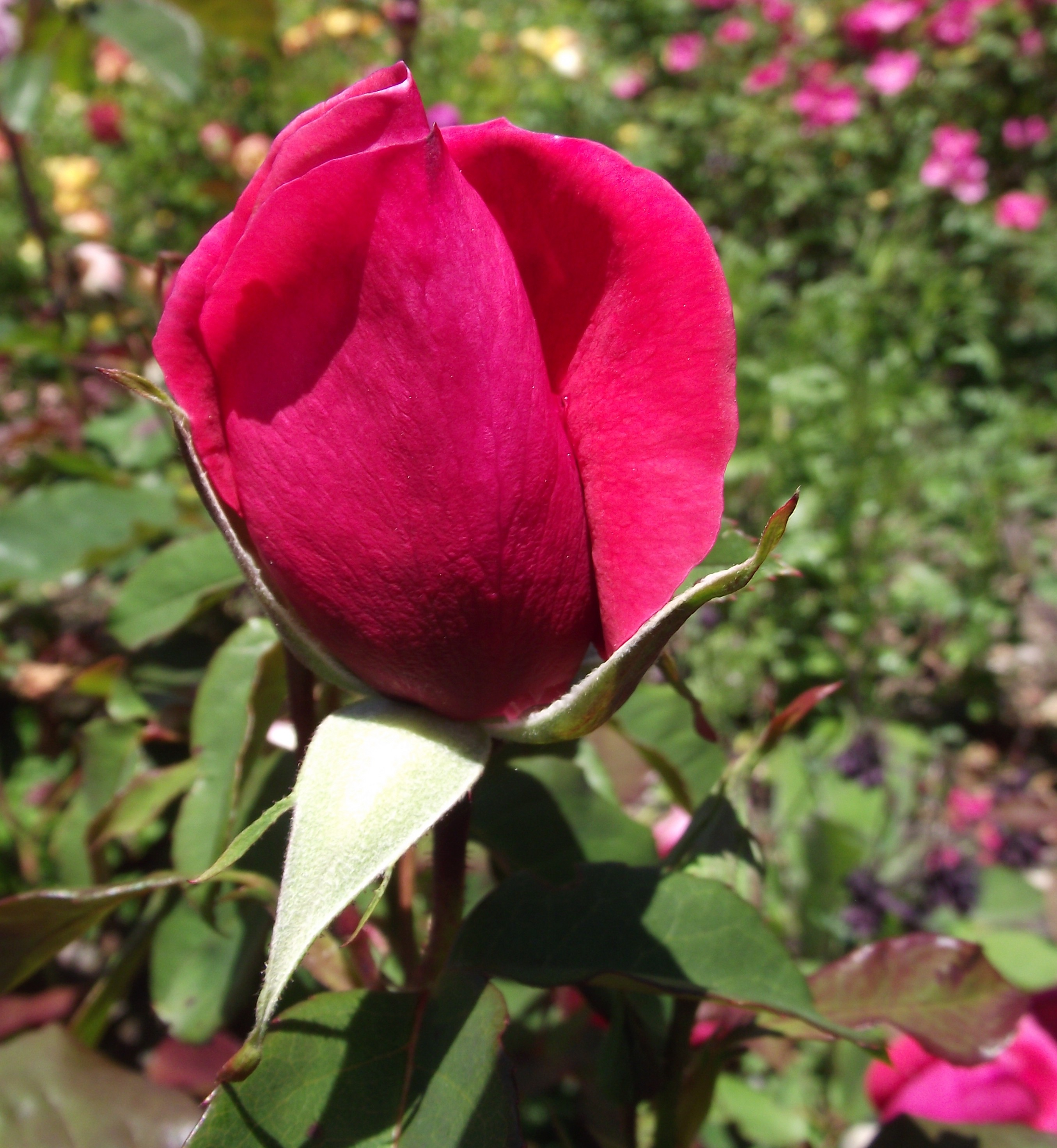
'Vogue', 1951.
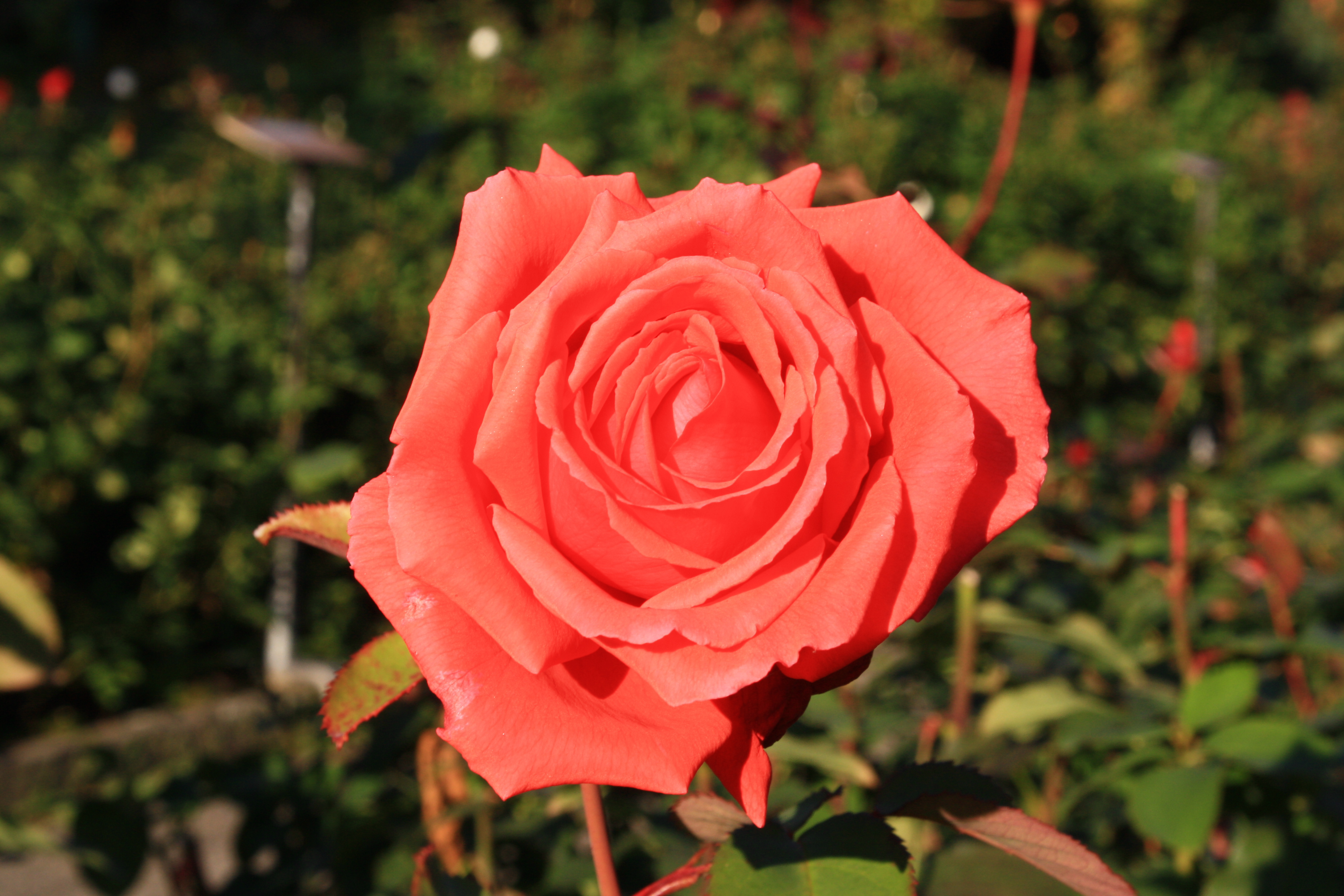
'Coral Dawn', 1952.
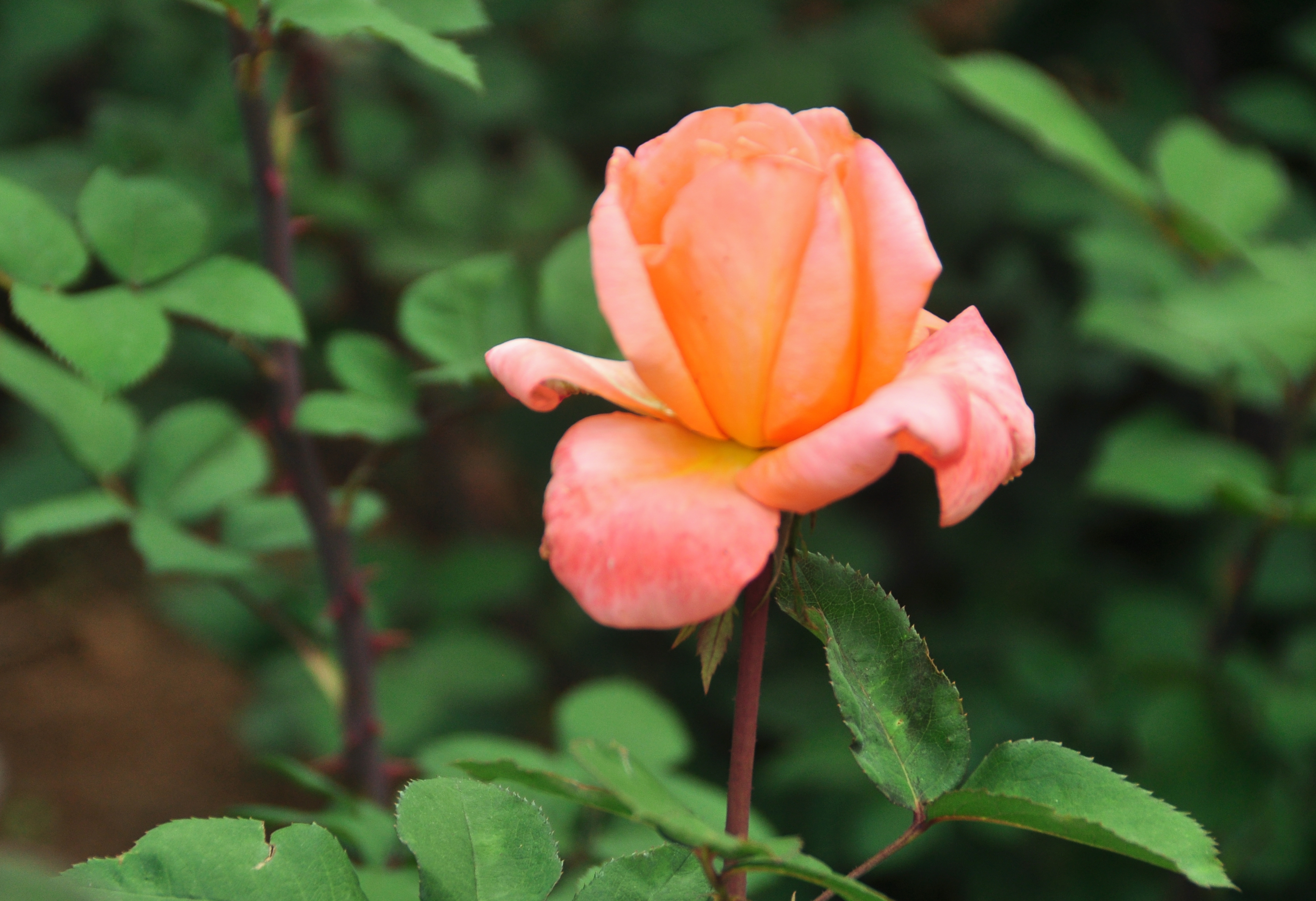
'Favorita', 1954.
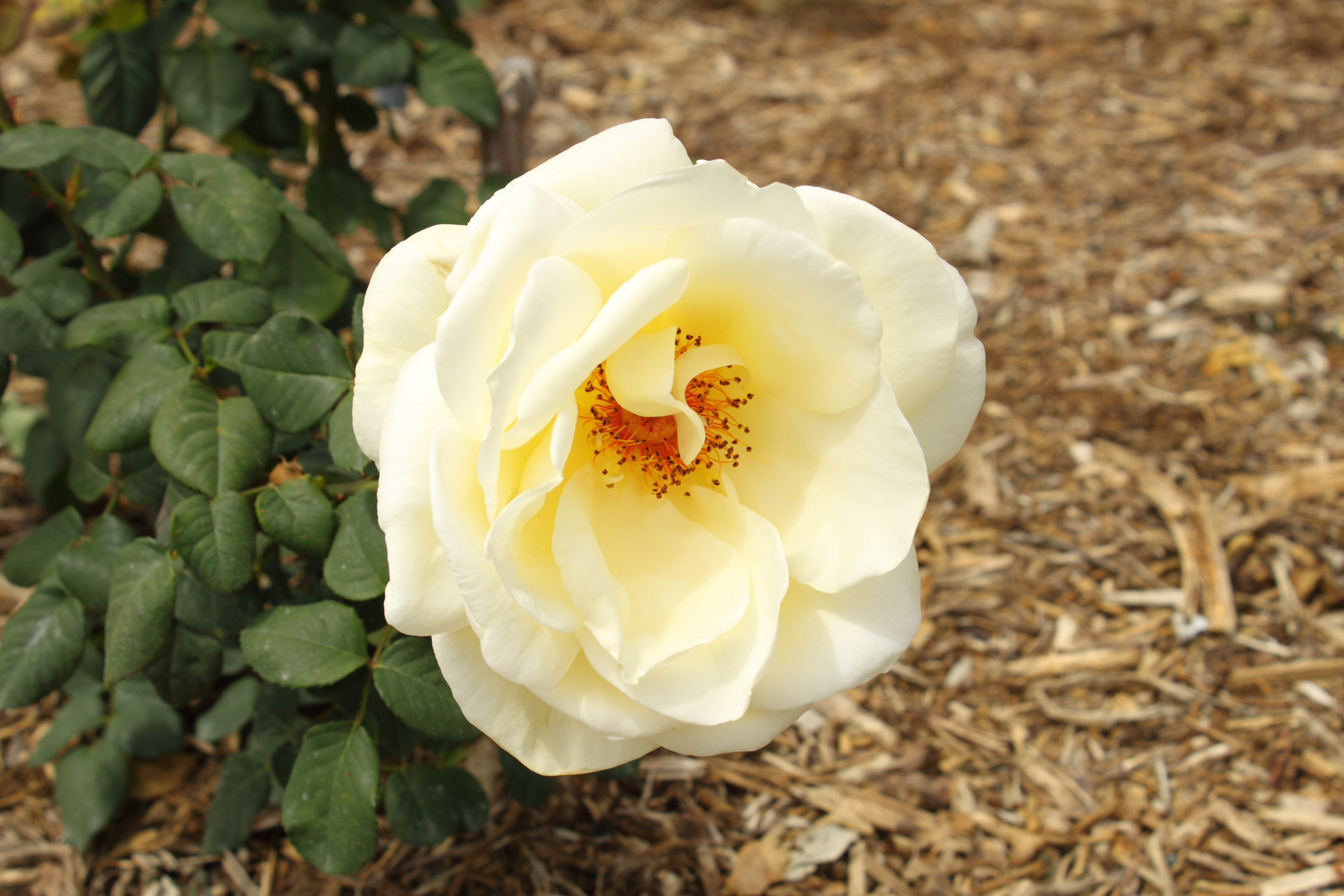
'Ivory Fashion', 1958.
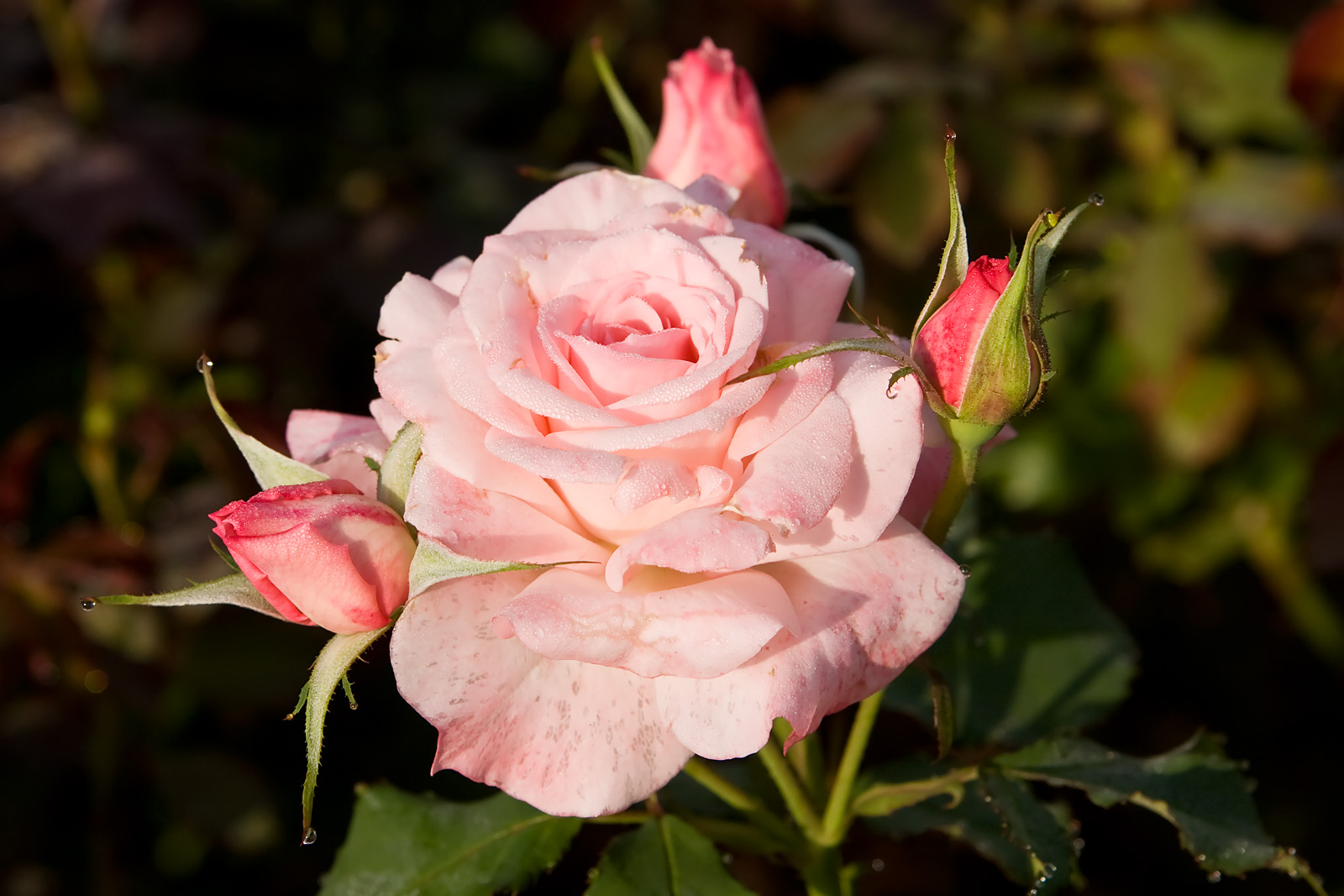
'Bridal Pink', 1967.

## Harry & David
Rachetée en 1966 par Harry & David
rosiériste 1963-1984 William (Bill) Warriner

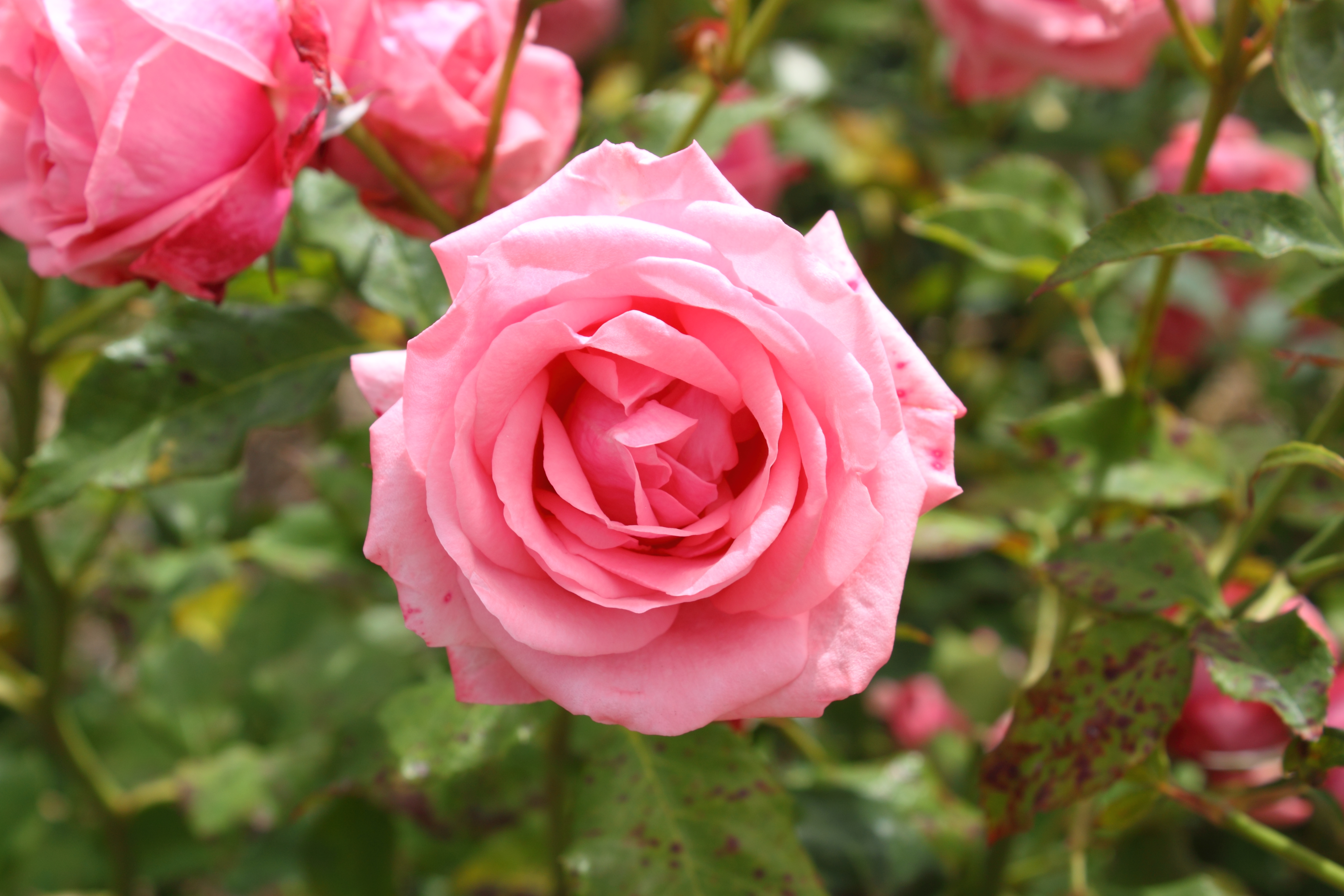
'Gene Boerner', 1968.
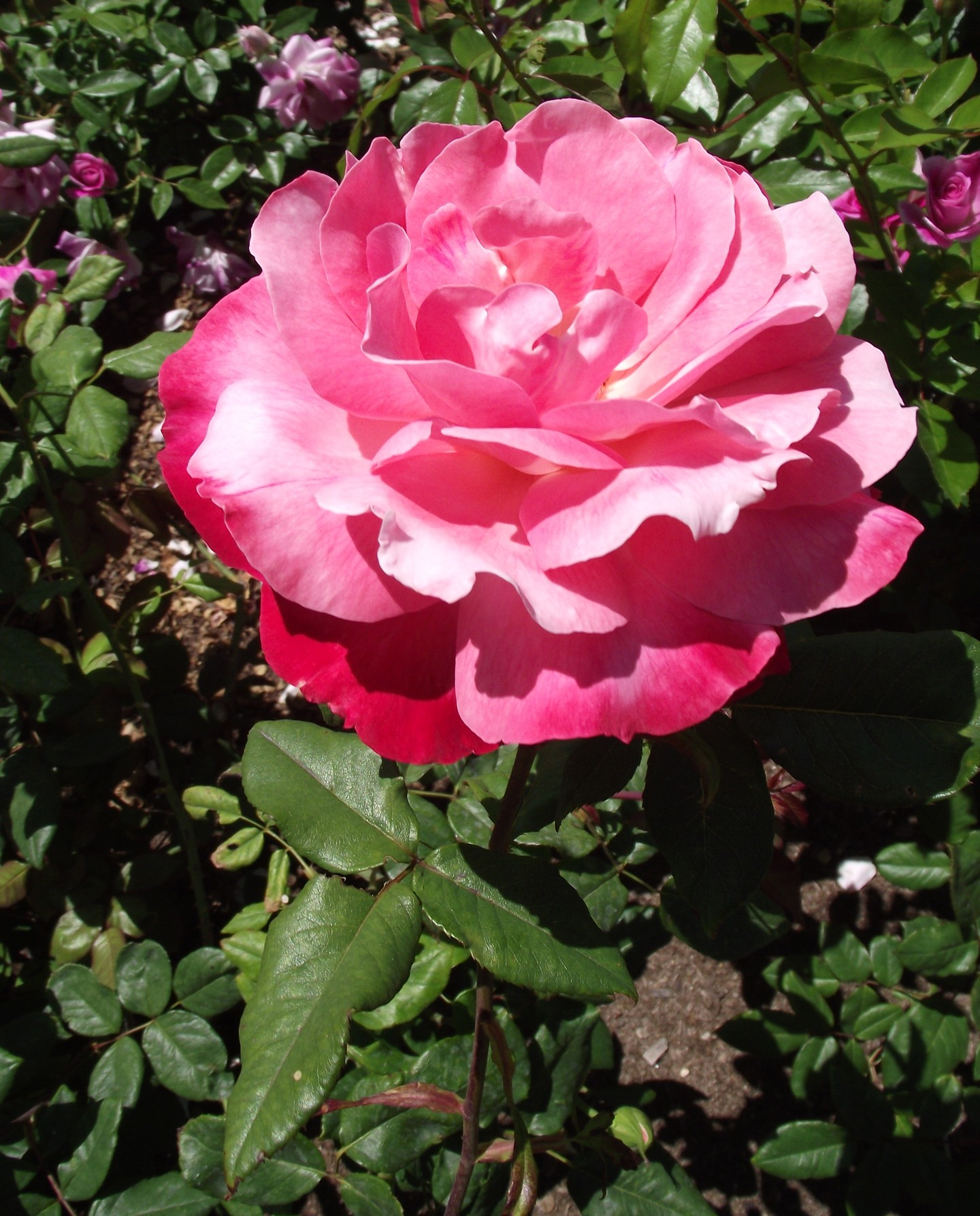
'Color Magic, 1975.
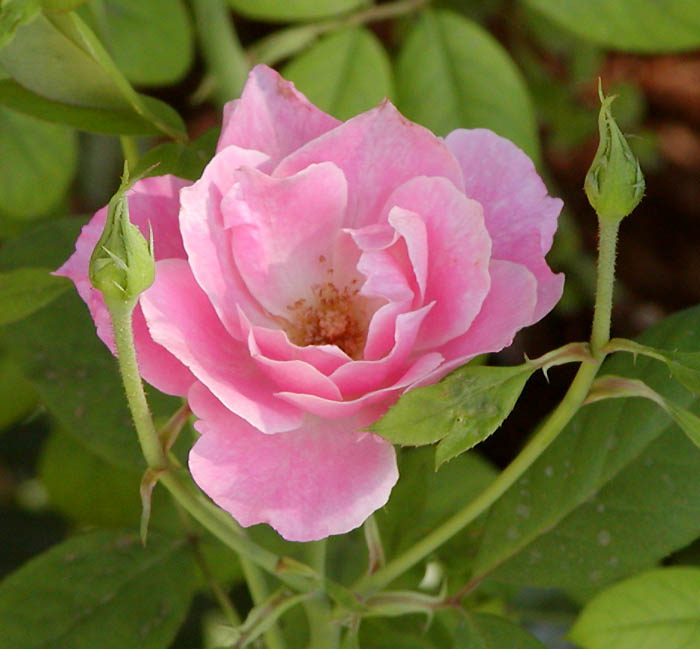
'Simplicity', 1978.
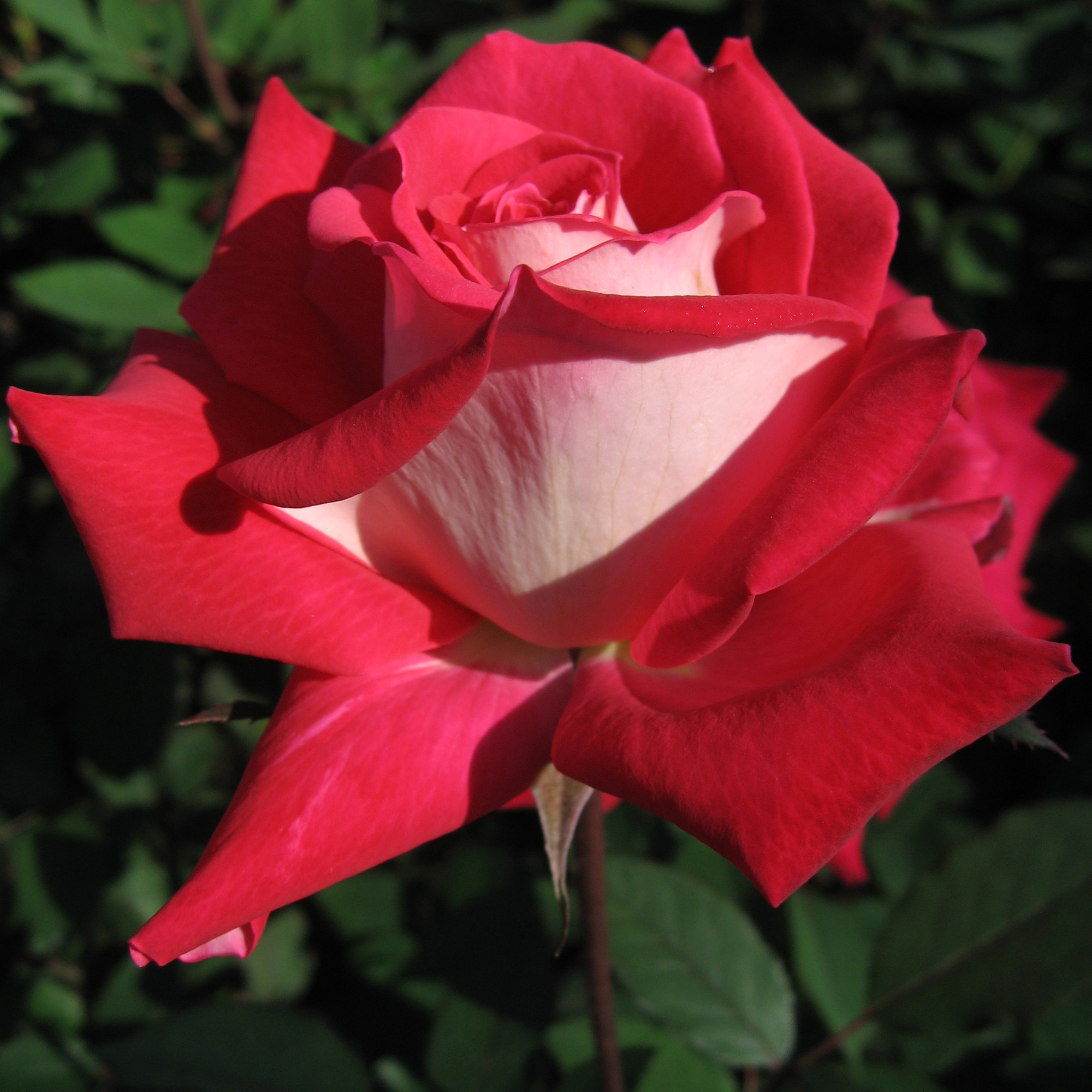
'Love', 1980.
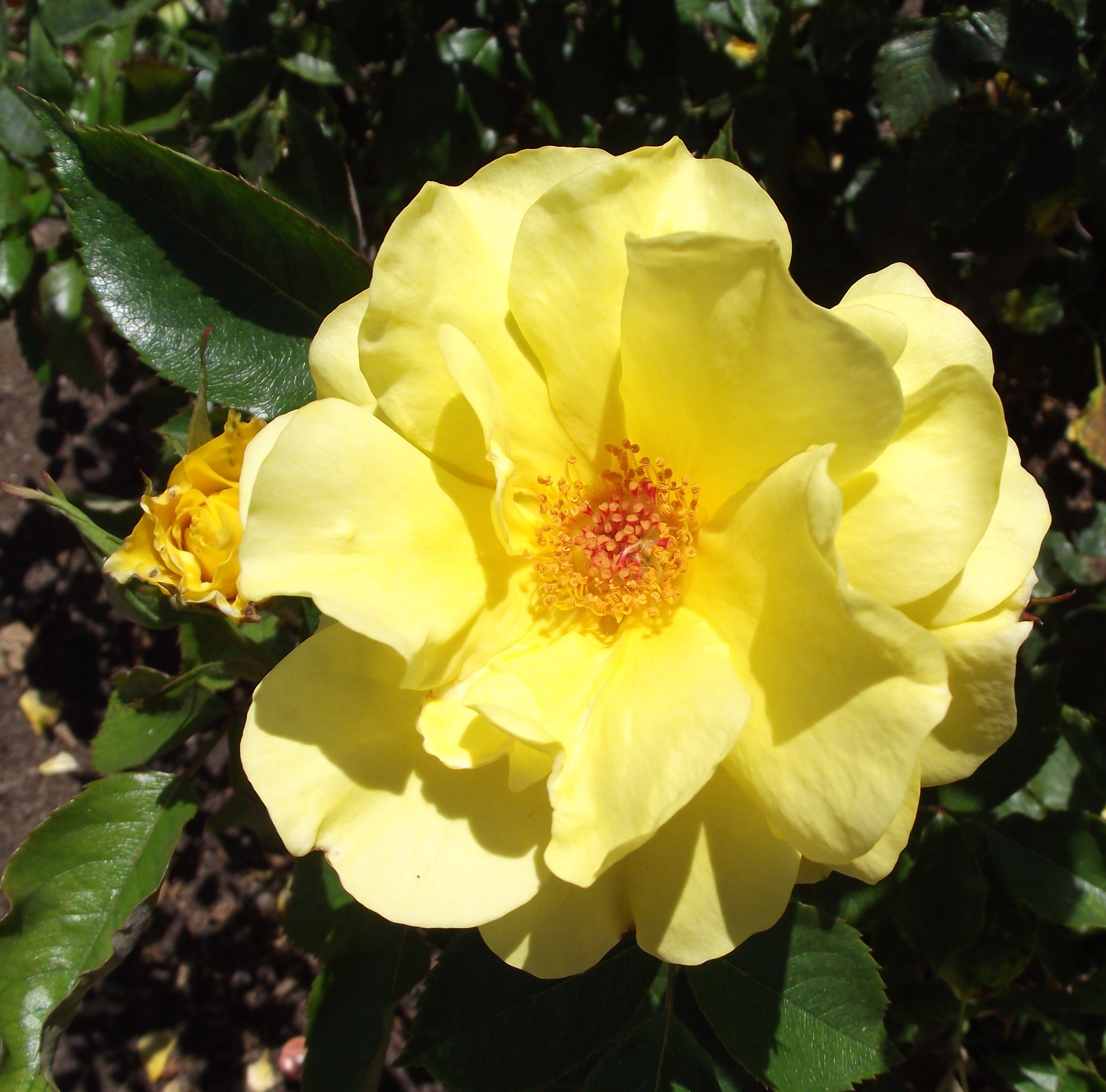
'Sun Flare', 1981.
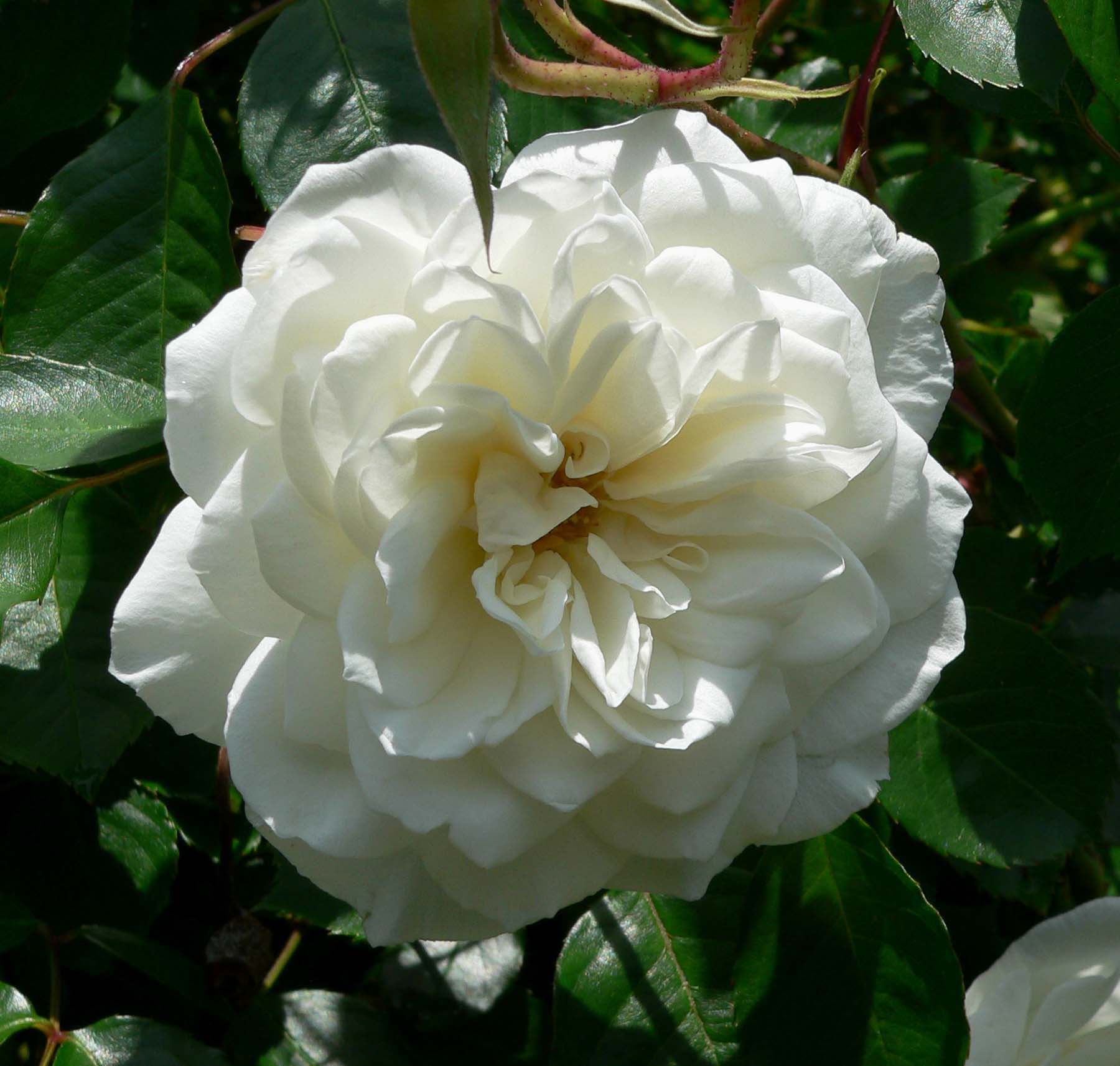
'Lace Cascade', 1992.
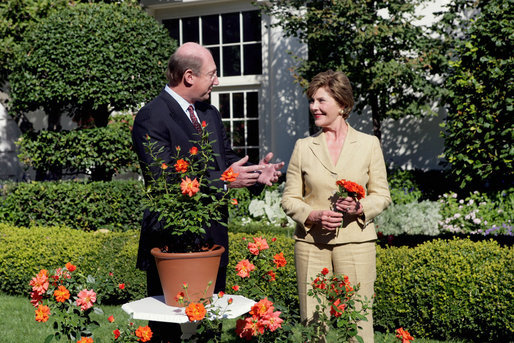
'Laura Bush', 2006.

## R.J. Reynolds Development Corporation
Rachetée en 1984 par R.J. Reynolds Development Corporation
rosiériste 1985- le Dr Keith Zary

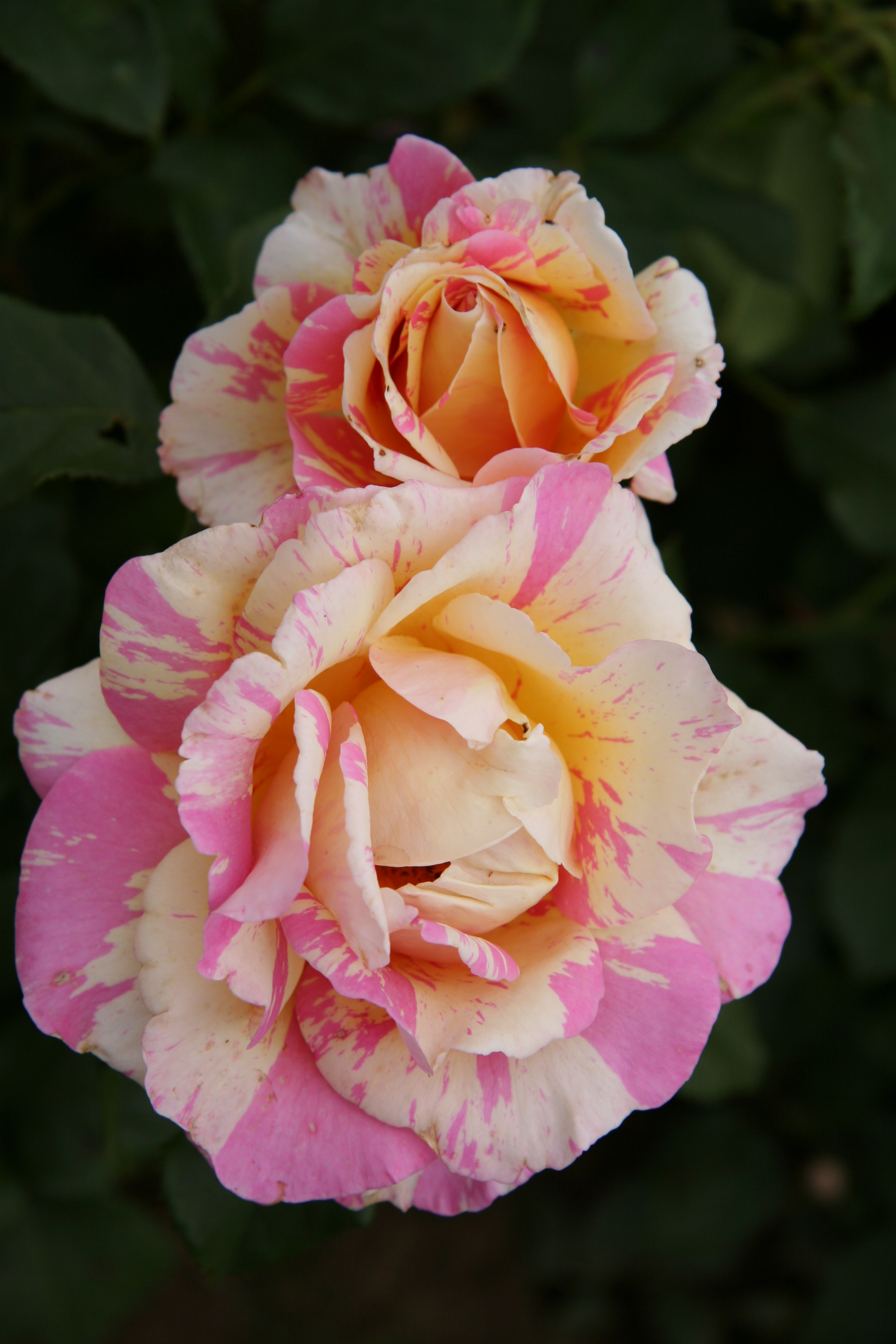
'Claude Monet', 1992.
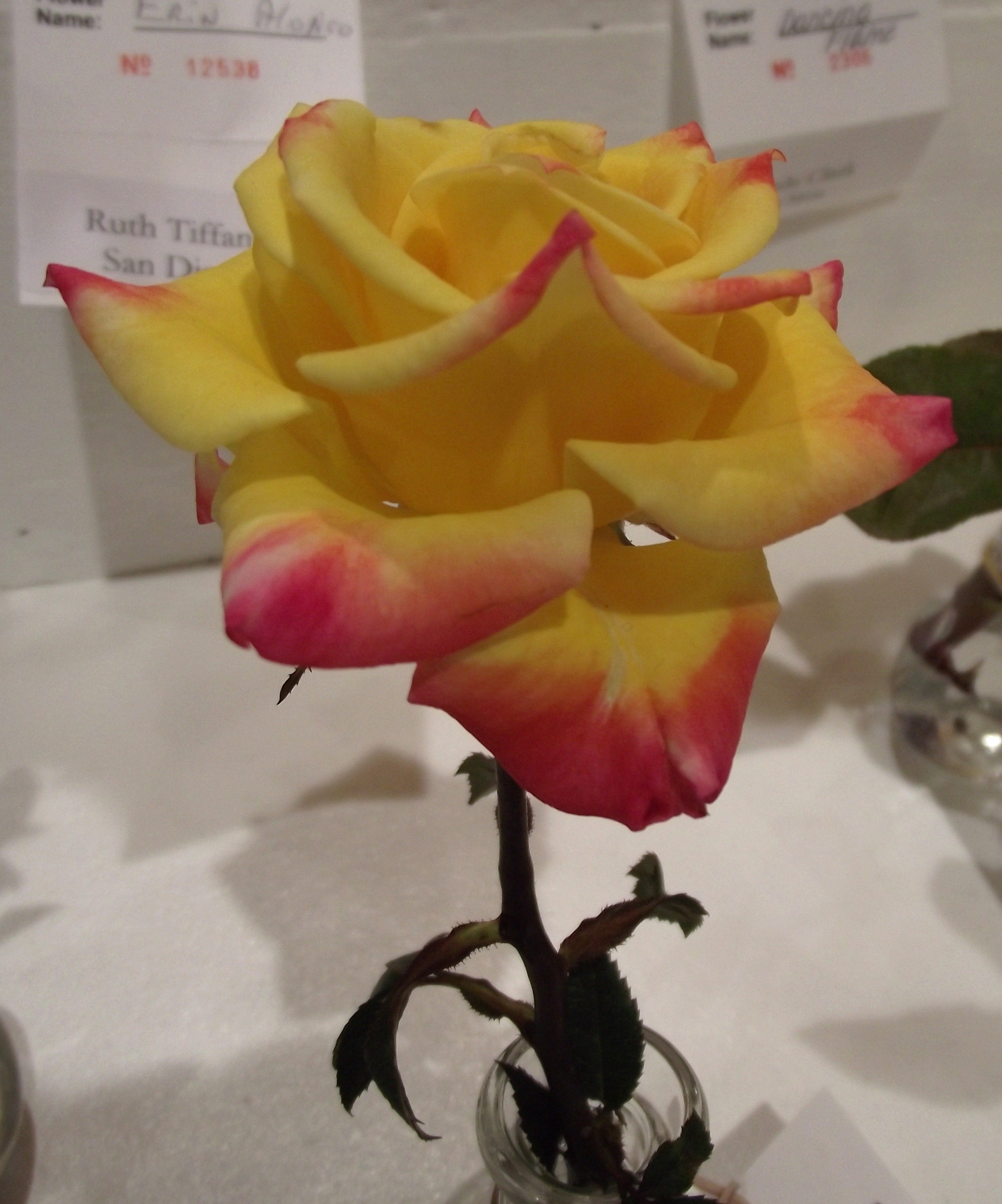
'Bees Knees', 1998.
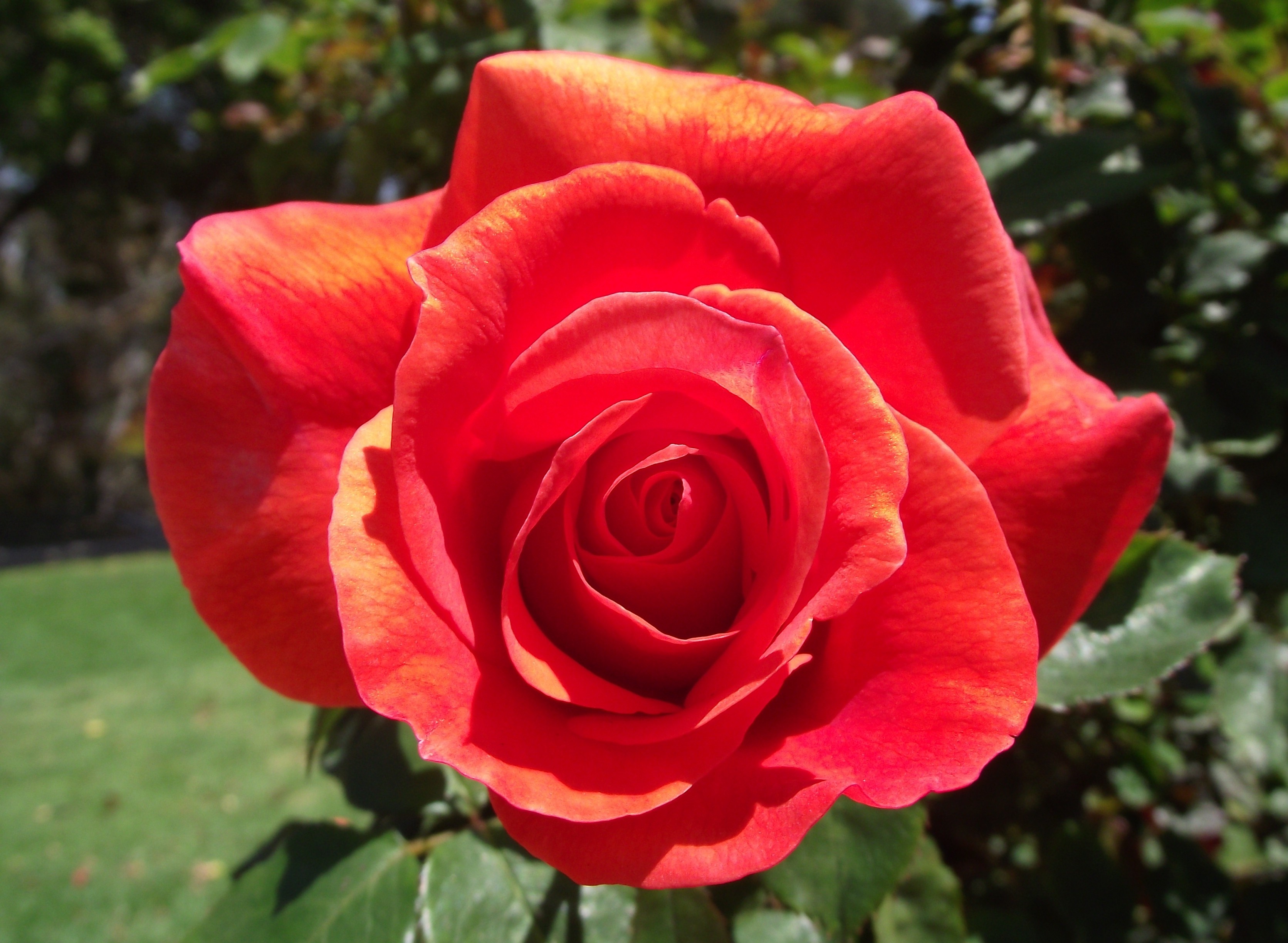
'Candelabra', 1998.
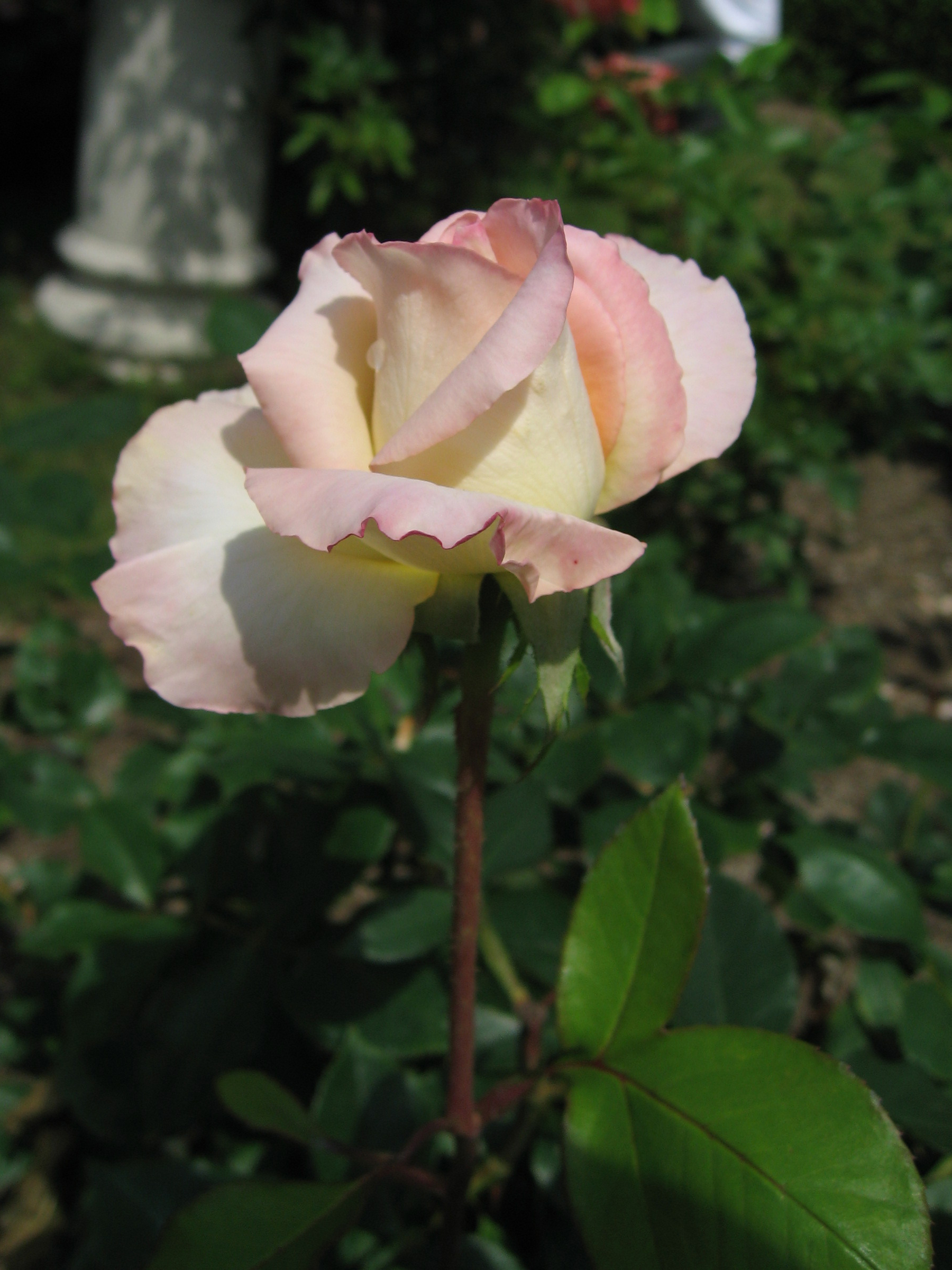
'Diana, Princess of Wales' 1999.
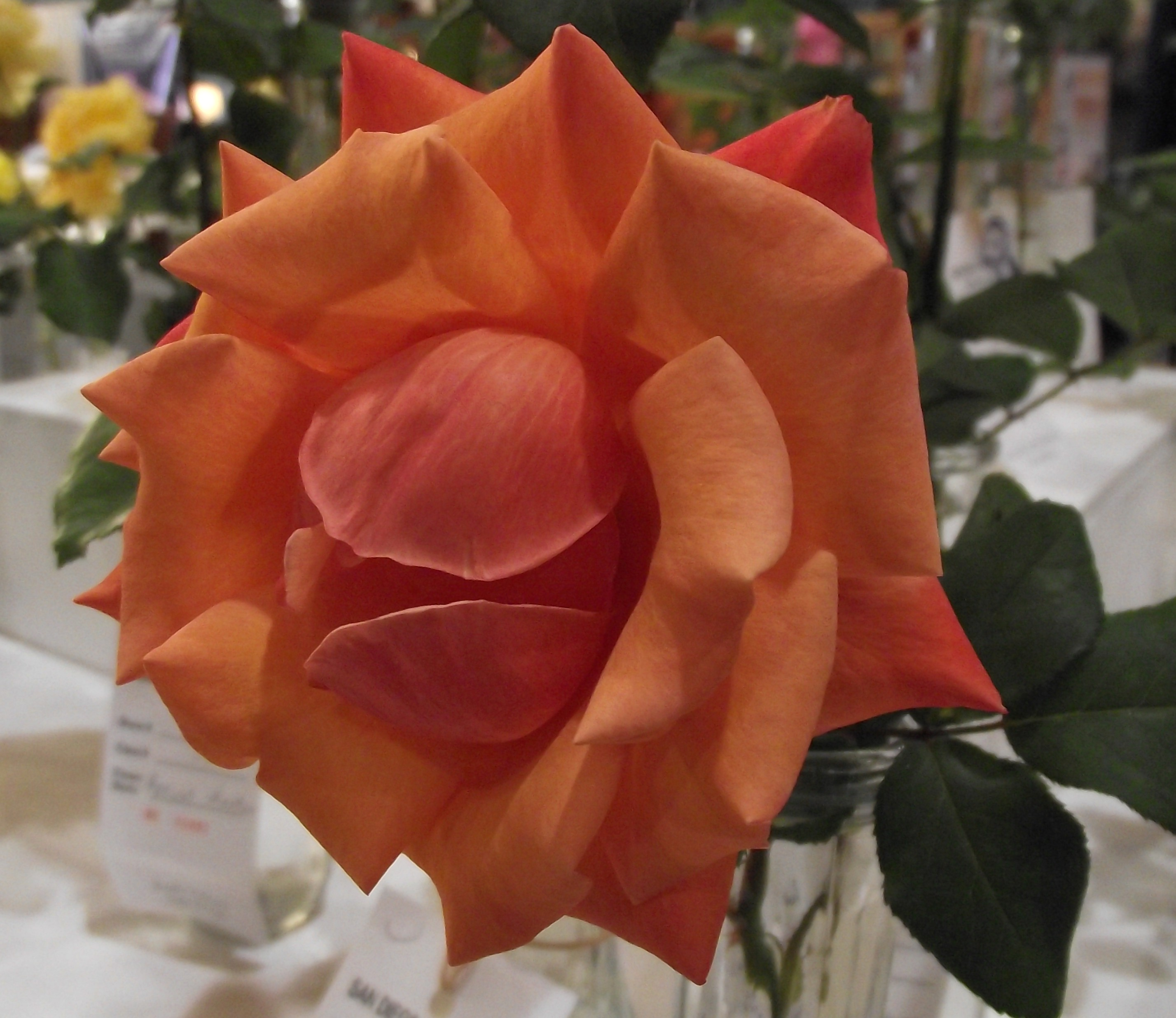
'Tuscan Sun', < 2002.
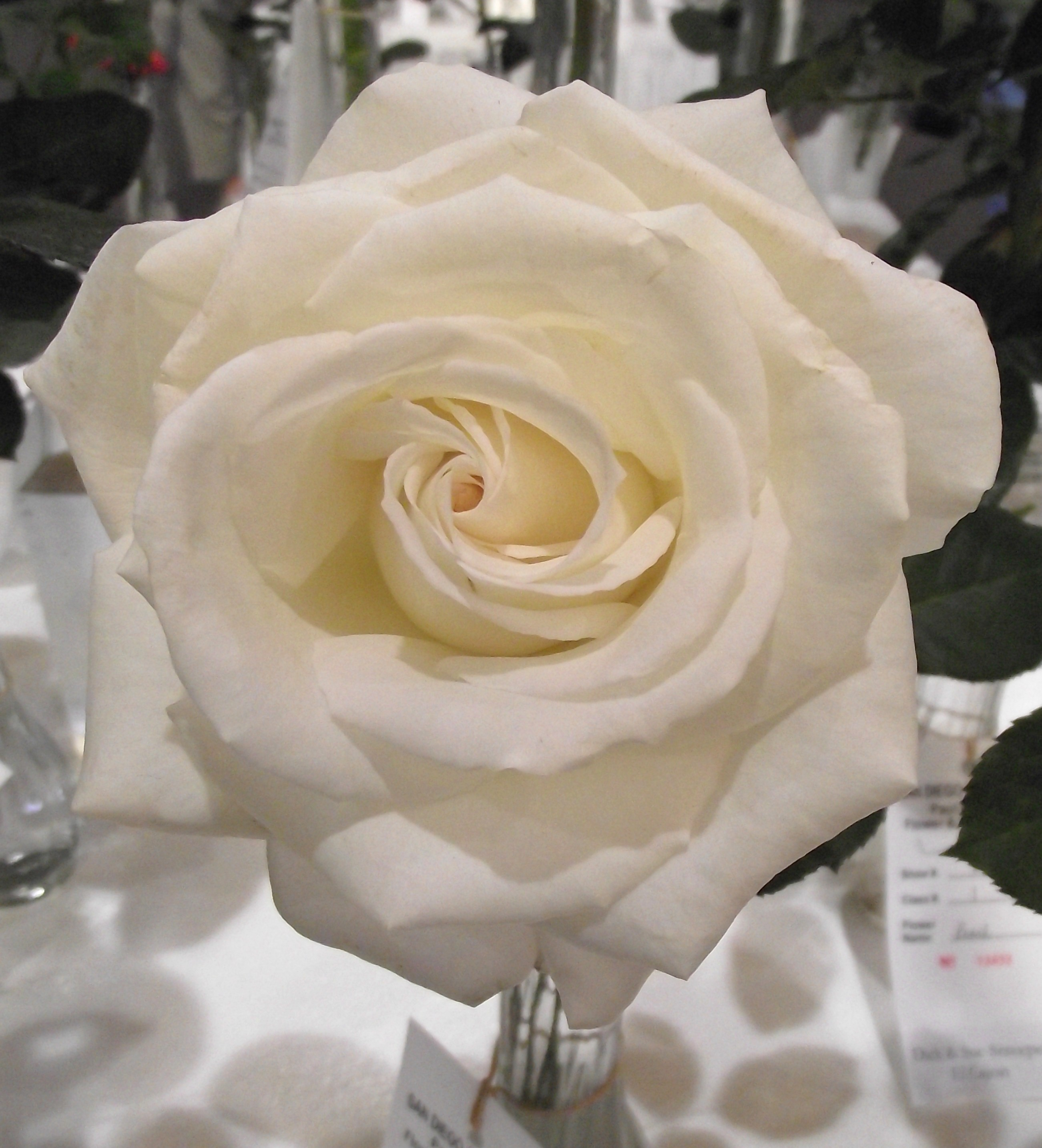
'Jean-Paul II', < 2006.
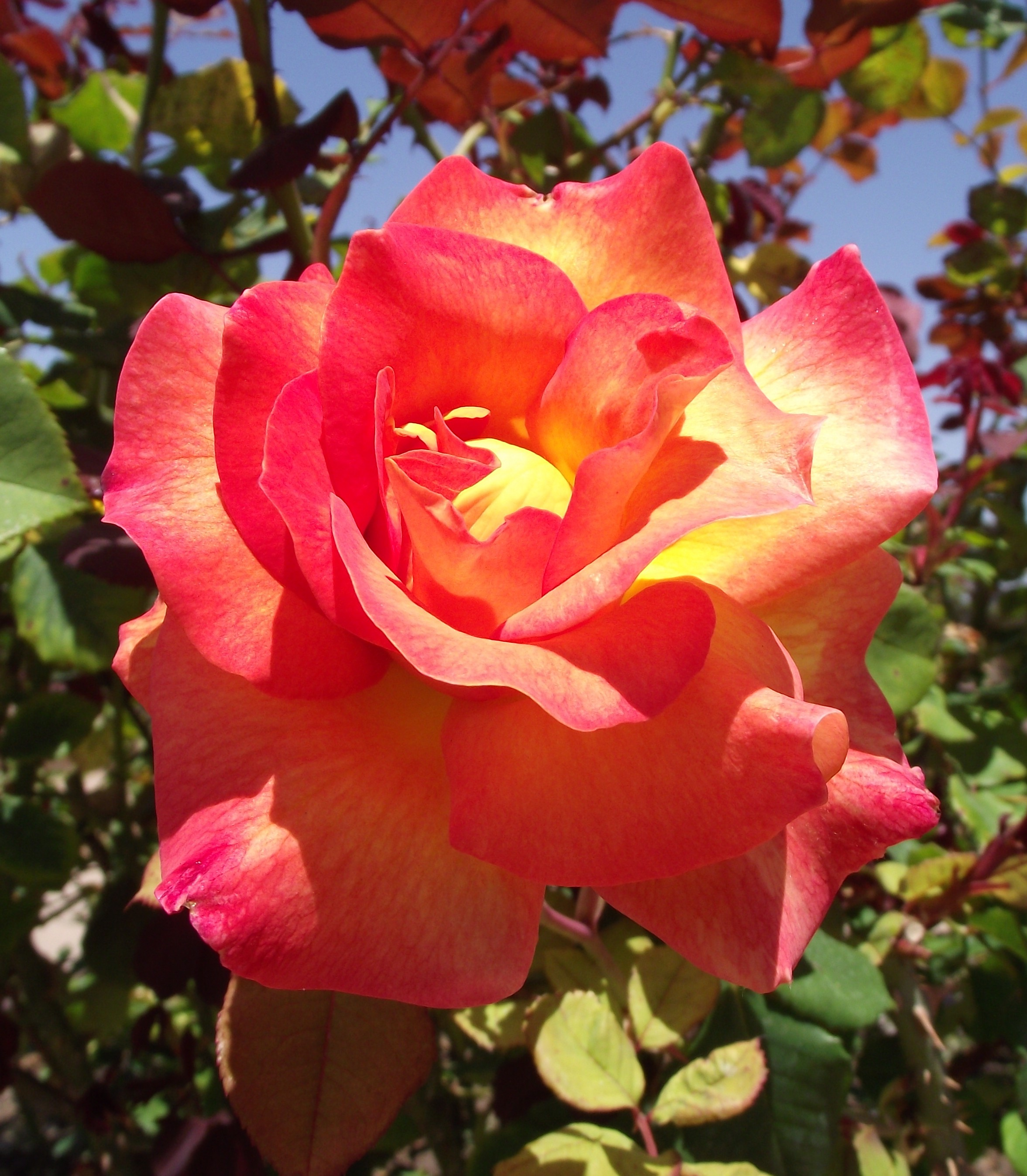
'Mardi Gras', 2007.

## Source de la traduction
- (es) Cet article est partiellement ou en totalité issu de l’article de Wikipédia en espagnol intitulé « Jackson & Perkins » (voir la liste des auteurs).